# Fernando Baeza Meléndez
Fernando Baeza Meléndez (Delicias, Chihuahua, 21 de enero de 1942) es un político mexicano, perteneciente al Partido Revolucionario Institucional que ocupó entre 1986 a 1992 la Gubernatura del estado de Chihuahua, embajador de México en Costa Rica desde enero de 2014.
Fernando Baeza es abogado egresado de la Universidad Nacional Autónoma de México, dentro de su carrera política fue presidente Municipal de Delicias, Chihuahua convirtiéndose así en el primer presidente nacido en el mismo municipio. Además de ocupar cargos como diputado Federal y Subprocurador General de la República, cargo que ocupaba cuando fue postulado candidato a la Gubernatura, enfrentándose en las elecciones al candidato del PAN Francisco Barrio Terrazas, y oficialmente resultado triunfador en las mismas, aunque sus opositores han denunciado que su triunfo fue producto de un fraude electoral, siendo esto apoyado por varios medios nacionales e internacionales.
Su gobierno se caracterizó por la construcción de una gran obra pública, principalmente infraestructura carretera. Su sucesor fue Francisco Barrio, durante cuyo gobierno permaneció alejado de la política, en 1998 impulsó como candidato a Gobernador por el PRI a Patricio Martínez García, con quien posteriormente tuvo un rompimiento y se volvió a alejar de la vida pública, saliendo incluso del país y vivió en Costa Rica varios años. En 2004 su sobrino José Reyes Baeza Terrazas fue elegido gobernador de Chihuahua, con lo cual él volvió a la actividad pública y en 2006 fue elegido senador por Chihuahua en primera minoría al no haber logrado la mayoría de los votos.